# باريس (إيران)
باريس هي قرية في مقاطعة مشكين شهر، إيران. عدد سكان هذه القرية هو 131 في سنة 2006.